# ワキ・タイラー
ワキ・タイラー（Tyler Anthony Walkey、1984年5月14日 − ）は、徳島県那賀郡那賀町旧木頭村在住の映像作家。アメリカ合衆国カリフォルニア州ロサンゼルス出身。

## 略歴
中学生の時に買ってもらった8ミリビデオカメラで映像制作を始める。これにはハリウッドで映像編集の仕事に就いている叔父の影響が大きかったという。
大学の学費を得ることも兼ねて20歳の時に叔父と映像編集会社を立ち上げ、TV「ザ・トゥナイト・ショー」他、数々の番組・映画等を手がける。

そののち、もともと強い興味があった工学を勉強するためカリフォルニア州立大学ノースリッジ校工学部に入学。学士（理学）号取得する。
大学卒業後、ウォルト・ディズニー・ピクチャーズ（スカイ・ハイ-2005）、マーベル・スタジオ（ガーディアンズ・オブ・ギャラクシー：リミックス -2017、スパイダーマン：ホームカミング -2017）等に編集、小道具で参加。

大学在学中のアルバイト（アメリカ大使館の水泳インストラクター）配属先が日本であり、そこでの体験を「全てが楽しかった」と言うほど気に入ったことが来日のきっかけ。
作品中のほぼ全てのBGMは友人の若手作曲家Alrik Jan Fallet（ノルウェー）が制作。

## 作品特徴
ありのままの良さ・美しさを重視し、静と動を効果的に使った物語性の強い作品作りを得意とする。

## 人柄
人好きのする性格で誰とでもすぐに仲良くなる。10年以上日本に滞在しており日本語能力も高い。
アウトドア、映画鑑賞、80’sカルチャー、甘くないピーナッツバターを好む。

## 受賞歴
吉野川市動画コンテスト　第2位　タイトルなし（2012）
美馬市PR動画コンテスト　最優秀賞「Sense of Wonder」（Awa Drone名義、2019）
4K・VR徳島映画祭2019　徳島県知事賞「祖谷渓Brompton旅切符〜Make It Yours〜」（株式会社AWA-RE名義、2019）